# Стедман (Северна Каролина)
Стедман (енгл. Stedman) град је у америчкој савезној држави Северна Каролина.

## Демографија
По попису из 2010. године број становника је 1.028, што је 364 (54,8%) становника више него 2000. године.
| Група             | 2000.       | 2010.       |
| Белци             | 544 (81,9%) | 834 (81,1%) |
| Афроамериканци    | 83 (12,5%)  | 120 (11,7%) |
| Азијати           | 3 (0,5%)    | 7 (0,7%)    |
| Хиспаноамериканци | 16 (2,4%)   | 33 (3,2%)   |
| Укупно            | 664         | 1.028       |